# Vergeten straat
Vergeten straat is een boek dat Louis Paul Boon schreef in 1944 en publiceerde in 1946. 

## Inhoud
Het vertelt in iets meer dan 200, meest korte episodes van anderhalve bladzijde, over het lot van de bewoners in een Brusselse straat, die afgesloten raakt van de buitenwereld door de aanleg van de Noord-Zuidspoorverbinding. Er is geen hoofdpersoon, wel zijn er groepen meer en minder belangrijke personages.
Tot elkaar veroordeeld, creëren de bewoners hun eigen kleine anarchistische utopie waarin zij zonder enig gezag met en naast elkaar leven. Tot twee van hen ernstig ziek worden. De inmenging van buitenaf die er komt, betekent de ondergang van de straat. Dit naoorlogse werk van Boon toont een grote scepsis over de vraag of het nog goed komt met 'de wereld-van-vandaag'.

## Receptie
Paul de Wispelaere publiceerde in 1976 een monografie over de roman: Louis Paul Boon, tedere anarchist. Omtrent het utopia in Vergeten straat.

## Bewerkingen
Het boek werd verfilmd door Luc Pien in 1999. In 2006 bracht het Brussels Brecht-Eislerkoor, samen met het Omroerkoor uit Hasselt, een volksopera gebaseerd op het boek. Regisseur was Vital Schraenen en de muziek was van Chris Carlier. Eind 2008 werd, onder regie van Johan Simons, een theaterversie opgevoerd in het NTGent.

In het najaar van 2019 bracht het Zwevegems Teater dit stuk onder regie van Debbie Crommelinck.

### Trivia
Het uiterlijk van personage Roza, inclusief haar geamputeerde been, is gemodelleerd naar Boons buurtgenote Roza van den Bossche.